# Эммеринг (Эберсберг)
Эммеринг (нем. Emmering) — община в Германии, в земле Бавария.
Подчиняется административному округу Верхняя Бавария. Входит в состав района Эберсберг. Подчиняется управлению Аслинг. Население составляет 1504 человек (на 31 декабря 2018 года). Занимает площадь 17,22 км².